# Загребельний Юрій Олександрович
Ю́рій Олекса́ндрович Загребе́льний (нар. 16 жовтня 1983 — пом. 29 жовтня 2014) — підполковник (посмертно) Збройних сил України, учасник російсько-української війни.

## Життєпис
Закінчив Харківський військовий університет — факультет ППО. Служив у Криму, в 36-й окремій бригаді берегової оборони ВМСУ — після окупації Криму російськими військами була передислокована до Миколаєва.
Начальник штабу зенітно-ракетного артилерійського дивізіону, 1-й окремий батальйон морської піхоти. В зоні бойових дій перебував у складі зведеного загону ВМС України.
29 жовтня близько 13-ї години російські збройні формування обстріляли Талаківку, зі 152-мм артилерії та РСЗВ «Град». Удари прийшлися по позиціях військовиків та житловому сектору. Снаряд влучив у бліндаж, від отриманих поранень Юрій Загребельний помер на операційному столі в маріупольській лікарні. Смертельних поранень зазнав Артем Корнєв.
Залишились мати Тетяна Мамедівна, дружина, маленький син.

## Нагороди та вшанування
За особисту мужність і героїзм, виявлені у захисті державного суверенітету та територіальної цілісності України, вірність військовій присязі під час російсько-української війни, відзначений — нагороджений
- 15 березня 2015 року — орденом «За мужність» III ступеня (посмертно)[1]
- в жовтні 2015-го у Куп'янській ЗОШ № 4 встановлено пам'ятну дошку на честь випускника Юрія Загребельного